# Vengaboys
Vengaboys je nizozemska eurodance pop skupina, ustanovljena leta 1997.
Najbolj znani so po svojih singlih »Boom, Boom, Boom, Boom!!« in »We're Going to Ibiza«, ki sta na lestvicah v Veliki Britaniji dosegli prva mesta ter »We Like to Party«, ki je se je v ZDA uvrstil med Top 40 hitov. Skupino sestavljajo glavna pevka Kim Sasabone ter backvokalisti Denise Post-Van Rijswijk, Robin Pors in Donny Latupeirissa. Prodali so 15 milijonov albumov po vsem svetu, slovijo pa kot ena najbolj vplivnih eurodance pop skupin enaindvajstega stoletja. Izdali so dva studijska albuma, trinajst singlov ter posneli dvanajst videospotov. 2. maja 2001 so prejeli Svetovno glasbeno nagrado za najbolje prodajano dance skupino leta.

## Diskografija
- Up & Down - The Party Album! (1998)
- The Platinum Album (2000)